# 2862 Vavilov
2862 Vavilov (1977 JP) là một tiểu hành tinh vành đai chính được phát hiện ngày 15 tháng 5 năm 1977 bởi N. Chernykh ở Nauchnyj.